# غريغوري السادس عشر
البابا غريغوري السادس عشر (18 سبتمبر/ أيلول 1765 - 1 يونيو/ حزيران 1846) ولد باسم بارتولوميو ألبرتو كابلاري. دعي باسم ماورو كونه عضواً في رهبانية الكملدوليين، وكان بابا الكنيسة الكاثوليكية 1831-1846. كان محافظاً وتقليدياً بشدة، وعارض الإصلاحات الديمقراطية والتحديثية في الدول البابوية وكافة أنحاء أوروبا، حيث رأى فيها جبهات يسارية ثورية، وسعى لتعزيز السلطة الدينية والسياسية للبابوية.

## روابط خارجية
- غريغوري السادس عشر على موقع الموسوعة البريطانية (الإنجليزية)
- غريغوري السادس عشر على موقع إن إن دي بي (الإنجليزية)